# 班贝格历史博物馆

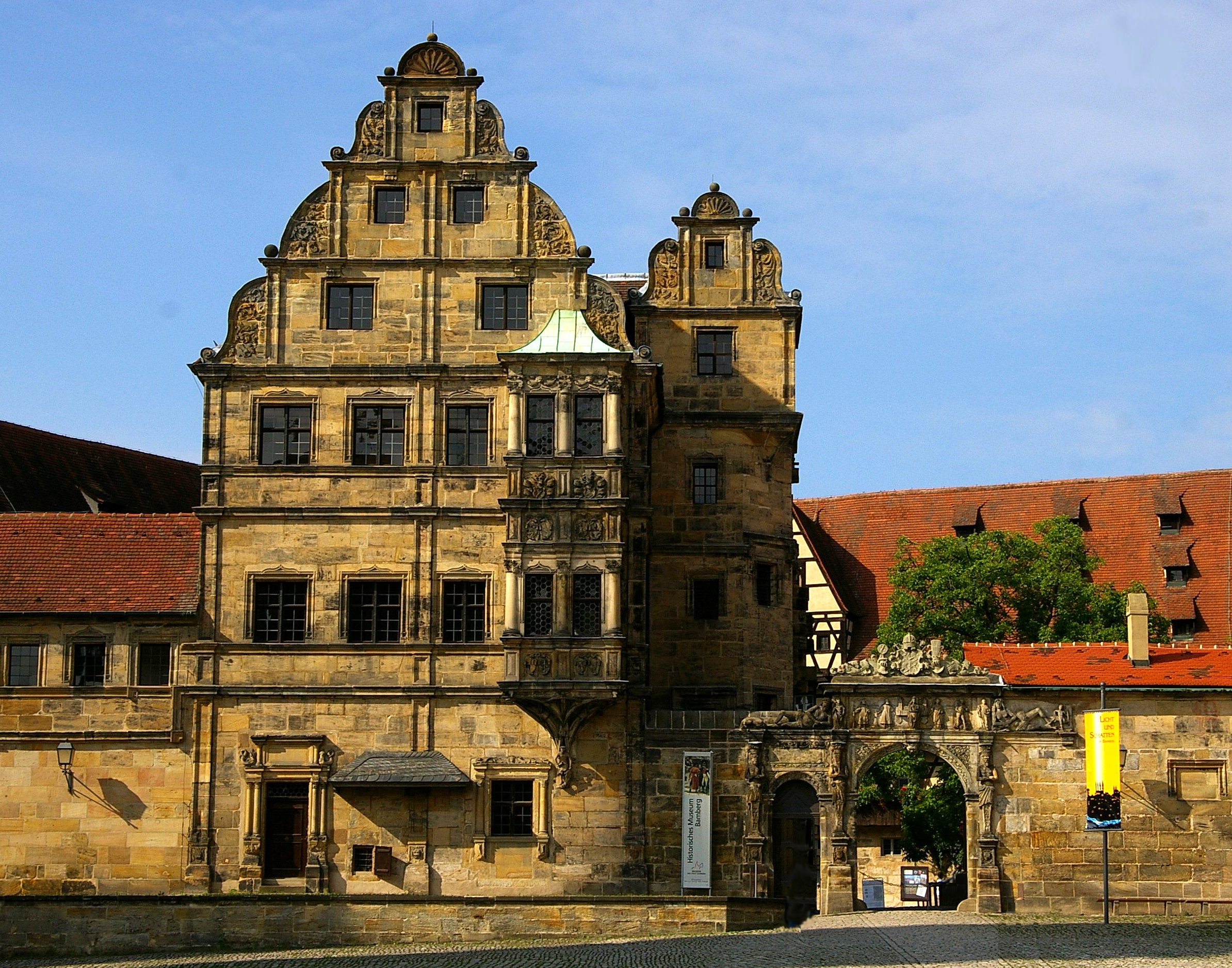
Bamberg-Alte Hofhaltung-Fassade

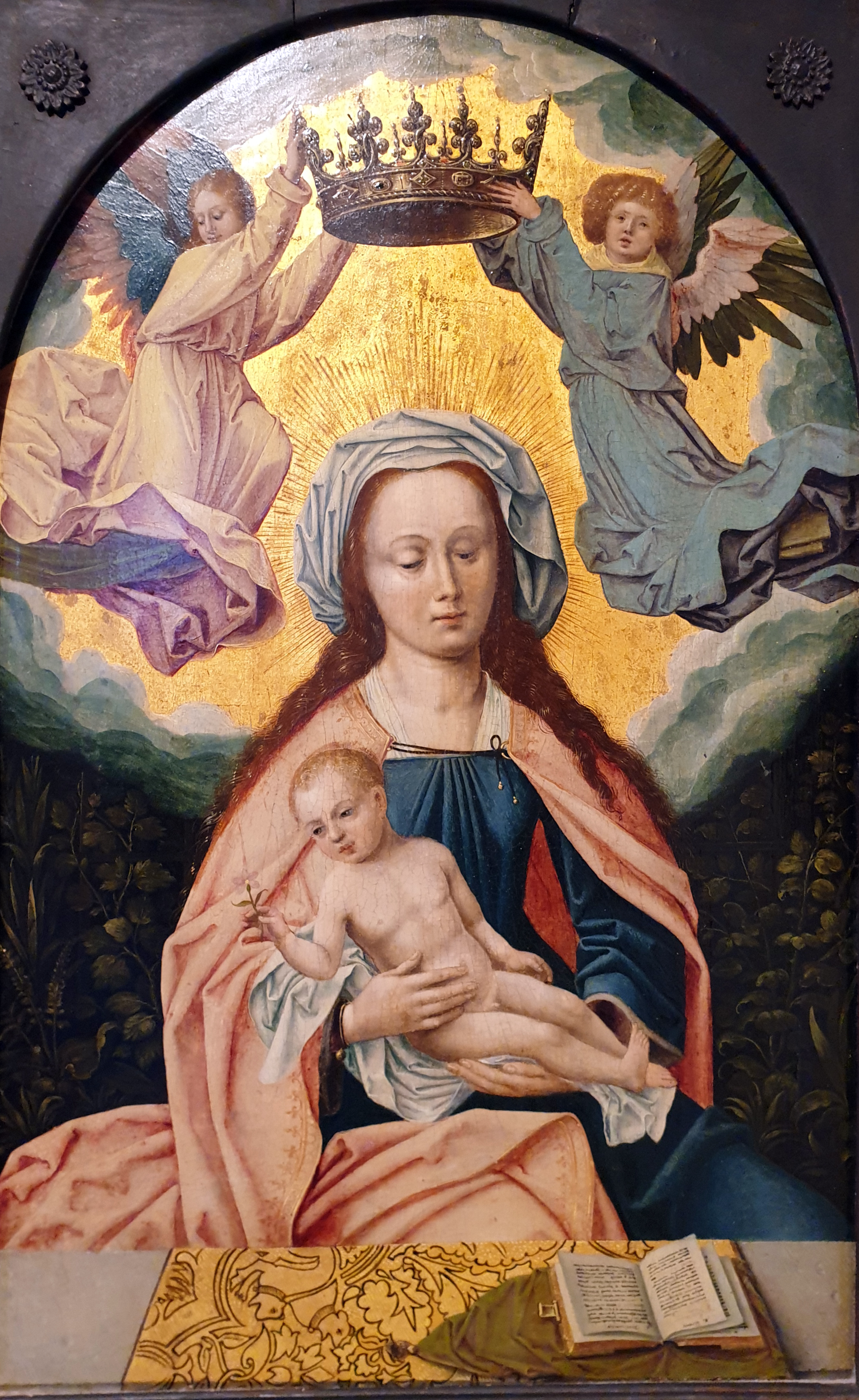
1505 Niederlande Lesende Maria mit Kind von Engeln bekrönt Historisches Museum Bamberg anagoria

班贝格历史博物馆（德語：Historisches Museum Bamberg) 位于班贝格主教座堂右侧 (主教座堂广场7号)。

## 历史
亨利二世最出色的成就是在德国班貝格創立了一個新的教區，並把這一教區建成日耳曼地區的基督文化中心。他非常熱心，竭力贊助修院的復興和整頓教會紀律，強調神職的獨身制，竭盡所能使他的統治符合基督的仁愛精神。

## 博物馆
班贝格历史博物馆始建于1838年，前身（1938-1957）为弗兰肯故乡博物馆 (Fränkisches Heimatmuseum)。每年参观人数超过一百万，馆内展示神圣罗马帝国时班貝格的宝藏。每年有专题展示，诸如班贝格犹太人历史，城市建築经典等。